# هیلاریو لوپز
هیلاریو لوپز (اسپانیایی: Hilario López‎؛ ۱۸ نوامبر ۱۹۰۷ – ۱۷ ژوئن ۱۹۶۵) یک بازیکن فوتبال اهل مکزیک بود.
وی همچنین در تیم ملی فوتبال مکزیک بازی کرده‌است.